# Over-the-counter (financieel)
Over-the-counter (OTC) is een term die gehanteerd wordt in de financiële wereld.
De term heeft betrekking op financiële transacties die niet via de beurs verlopen, maar die direct tussen twee partijen afgesloten worden. Een voorbeeld is de valutaoptie. Op de beurs in Amsterdam kunnen alleen valutaopties voor eurodollar verhandeld worden, die ook nog eens over vastgestelde hoeveelheden van valuta moeten gaan. Wil men meer een maatwerkoptie, bijvoorbeeld een optie op Britse ponden of op een afwijkende hoeveelheid dollars, dan zal deze via een OTC-transactie met een bank afgesloten kunnen worden. Ook termijncontracten met afwijkende contractspecificaties, zoals exotische opties, kunnen alleen OTC worden verhandeld.

## EMIR
Sinds 2012 gelden er via de "European Markets Infrastructure Regulation" (EMIR) steeds meer regels voor partijen die handelen in derivaten. De eerste regelgeving werd op 16 augustus 2012 van kracht en zal zeer geleidelijk verder worden geïmplementeerd.

## Nadelen
Bij standaardbeurstransacties is er één centrale wederpartij die de risico's op zich neemt met betrekking tot levering en betaling. Over-the-countertransacties worden echter afgesloten tussen twee partijen zonder tussenkomst van een centrale partij. Dit is goedkoper, maar er ontstaat ook een nieuw risico. De wederpartij zou failliet kunnen gaan en men kan daarom met waardeloze termijncontracten zoals futures en opties blijven zitten.
Een tweede nadeel is dat de transacties tussen de partijen niet anoniem zijn. Men weet immers wie de wederpartij is waarmee men handelt. Dit gebrek aan anonimiteit heeft als risico dat er misbruik van deze kennis gemaakt kan worden.